# Дохоян, Юрий Рафаэлович
Юрий Рафаэлович Дохоян (26 октября 1964, с. Зыряновка, Алтайский край — 1 июля 2021, Москва) — советский и российский шахматист. Мастер спорта СССР по шахматам (1983), гроссмейстер (1988). Шахматный тренер, заслуженный тренер России. Старший тренер ФИДЕ (2007).

## Карьера шахматиста
Всесоюзный турнир молодых мастеров (1986) — 2-5-е место. Участник ряда турниров 1-й лиги чемпионата СССР (1985—1988); лучшие результаты: Харьков (1985) — 6-8-е, Свердловск (1987) — 7-е места. Лучшие результаты в международных турнирах: Бухарест (1986) — 1-е; Будапешт (1988, март) — 2-5-е; Ереван и Сочи (1988) — 3-е; Пловдив (1988) — 1-е; Вейк-ан-Зее (побочный турнир, 1989) — 1-2-е места.
Мастер спорта СССР по шахматам (1983). Гроссмейстер (1988).

## Тренерская деятельность

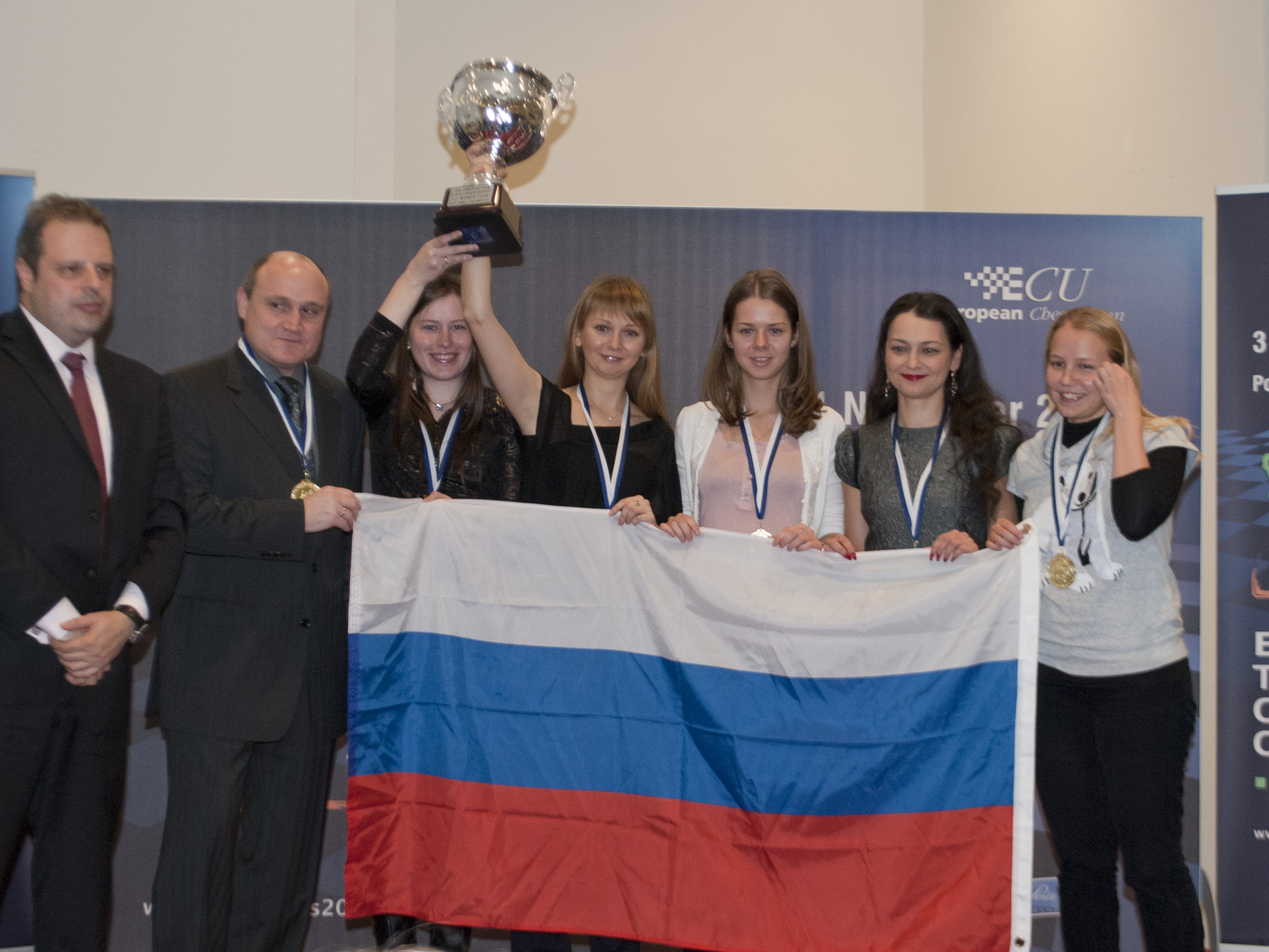
Юрий Дохоян (2-й слева) и члены женской сборной России по шахматам, 2011 год

Более 10 лет являлся тренером 13-го чемпиона мира по шахматам Гарри Каспарова. После окончания шахматной карьеры Каспарова тренировал сестёр Татьяну и Надежду Косинцевых, а с 2009 года — Сергея Карякина, получившего российское гражданство.
В 2006—2011 годах — главный тренер женской сборной России по шахматам. Женская сборная России в составе Татьяны Косинцевой, Надежды Косинцевой, Александры Костенюк, Валентины Гуниной и Алисы Галлямовой на Шахматной Олимпиаде 2010 в Ханты-Мансийске под руководством Дохояна завоевала золотые медали. На чемпионате Европы 2011 года в Греции женская сборная под руководством Дохояна добилась очередной убедительной победы.
С 2011 по 2015 год возглавлял мужскую сборную России. На Олимпиаде 2012 года в Стамбуле сборная под его руководством разделила 1-2 место со сборной Армении, но по коэффициенту осталась второй.
С 2019 года работал с гроссмейстером Андреем Есипенко.
Заслуженный тренер России, сеньор-тренер ФИДЕ (2007).
Скончался 1 июля 2021 года от осложнений, вызванных коронавирусной инфекцией.

## Изменения рейтинга
| Графики недоступны из-за технических проблем. См. информацию на Фабрикаторе и на mediawiki.org. |